# All Time High
All Time High är The Accidents debutalbum, utgivet 2004 på det svenska skivbolagen Rock Alliance och Bootleg Booze Records. Skivan utgavs som CD och LP.

## Låtlista
1. "Her Last Dance"
2. "All Time High"
3. "Baby Come Home"
4. "Mean Mean Woman"
5. "Every Beat of My Heart"
6. "Kings of the Night"
7. "Too Much to Drink"
8. "Dancing to the Beat"
9. "Last Sigh of Summer"
10. "Bad Money"
11. "(I'm Never Coming) Back to You"
12. "Pan America"

### Fotnoter
1. ↑  ”All Time High”. Discogs.com. http://www.discogs.com/Accidents-All-Time-High/release/2828842. Läst 1 april 2012.